# Derostenus
Derostenus is een geslacht van vliesvleugeligen uit de familie Eulophidae. De wetenschappelijke naam van dit geslacht is voor het eerst geldig gepubliceerd in 1833 door Westwood.

## Soorten
Het geslacht Derostenus omvat de volgende soorten:
- Derostenus albipes Zehntner, 1898
- Derostenus alcetas Walker, 1843
- Derostenus antiopae (Packard, 1881)
- Derostenus freemani Yoshimoto, 1973
- Derostenus gemmeus Westwood, 1833
- Derostenus japonicus Hansson, 1986
- Derostenus leucopus Ashmead, 1888
- Derostenus persicus Gumovsky, 2003
- Derostenus punctiscuta Thomson, 1878
- Derostenus sulciscuta Hansson, 1986
- Derostenus trjapitzini Gumovsky, 2003